# 陆克华
陆克华（1964年10月—），安徽枞阳人，中华人民共和国政治人物。曾任中共重庆市委常委，市委政法委书记，中共十九大代表等职。2024年11月因涉嫌严重违纪违法接受中央纪委国家监委的纪律审查和监察调查。

## 生平

### 大学
陆克华于1982年9月至1986年9月在华中农业大学农业经济系土地利用规划与管理专业学习，获得本科学历。本科毕业后，他于1986年9月开始至1989年6月留校攻读硕士学位，攻读专业为土地利用管理及农业资源经济。

### 建设部和住建部
1989年6月，陆克华进入建设部房地产业司市场处工作，先后担任干部、副主任科员、主任科员。在此期间，他于1989年10月至1990年10月被下放至中建一局三公司锻炼。1994年5月，他晋升为市场处副处长，并于1996年7月升任市场处处长，其间曾于1997年4月至1997年8月在中央党校中央国家机关分校学习。此外，他于1997年8月至1998年7月挂职担任广东省湛江市市长助理。
1998年7月，陆克华调任建设部房地产业司权属与市场管理处处长。2000年2月，他晋升为建设部住宅与房地产业司副司长。2004年6月，他出任建设部住宅产业化促进中心主任，其间曾于2007年11月至2008年1月参加中央党校地厅级干部进修班学习。
2008年8月，陆克华升任住房和城乡建设部城市建设司司长，期间于2011年9月至2012年1月参加了中央党校中青年干部培训班学习。2015年3月，他晋升为住房和城乡建设部副部长、党组成员。

### 重庆市
2018年1月，陆克华转战地方，任重庆市政府副市长、党组成员。2022年5月升任重庆市委常委，一个月后任重庆市政府党组副书记，在重庆市副市长中排名第一。
2023年2月，陆克华改任重庆市委政法委书记，并继续兼任重庆市委常委。

### 落马
2024年11月4日，因涉嫌严重违纪违法接受中央纪委国家监委的纪律审查和监察调查。2025年4月23日，中央纪委国家监委决定给予其开除党籍开除公职处分。5月，陆克华涉嫌受贿一案，由国家监察委员会调查终结，移送检察机关审查起诉，最高人民检察院依法对其作出逮捕决定。